# The Order of the Bath (film 1915 Kellino)
The Order of the Bath è un cortometraggio muto del 1915 diretto da W.P. Kellino.

## Trama
In un bagno turco, un borseggiatore scambia i suoi abiti con quelli di un altro uomo.

## Produzione
Il film fu prodotto dalla Cricks.

## Distribuzione
Distribuito dalla Davison Film Sales Agency (DFSA), il film - un cortometraggio di 116 metri - uscì nelle sale cinematografiche britanniche nel febbraio 1915. Nello stesso mese, sempre nel Regno Unito, fu distribuito un altro The Order of the Bath.